# Soyombosymbolen

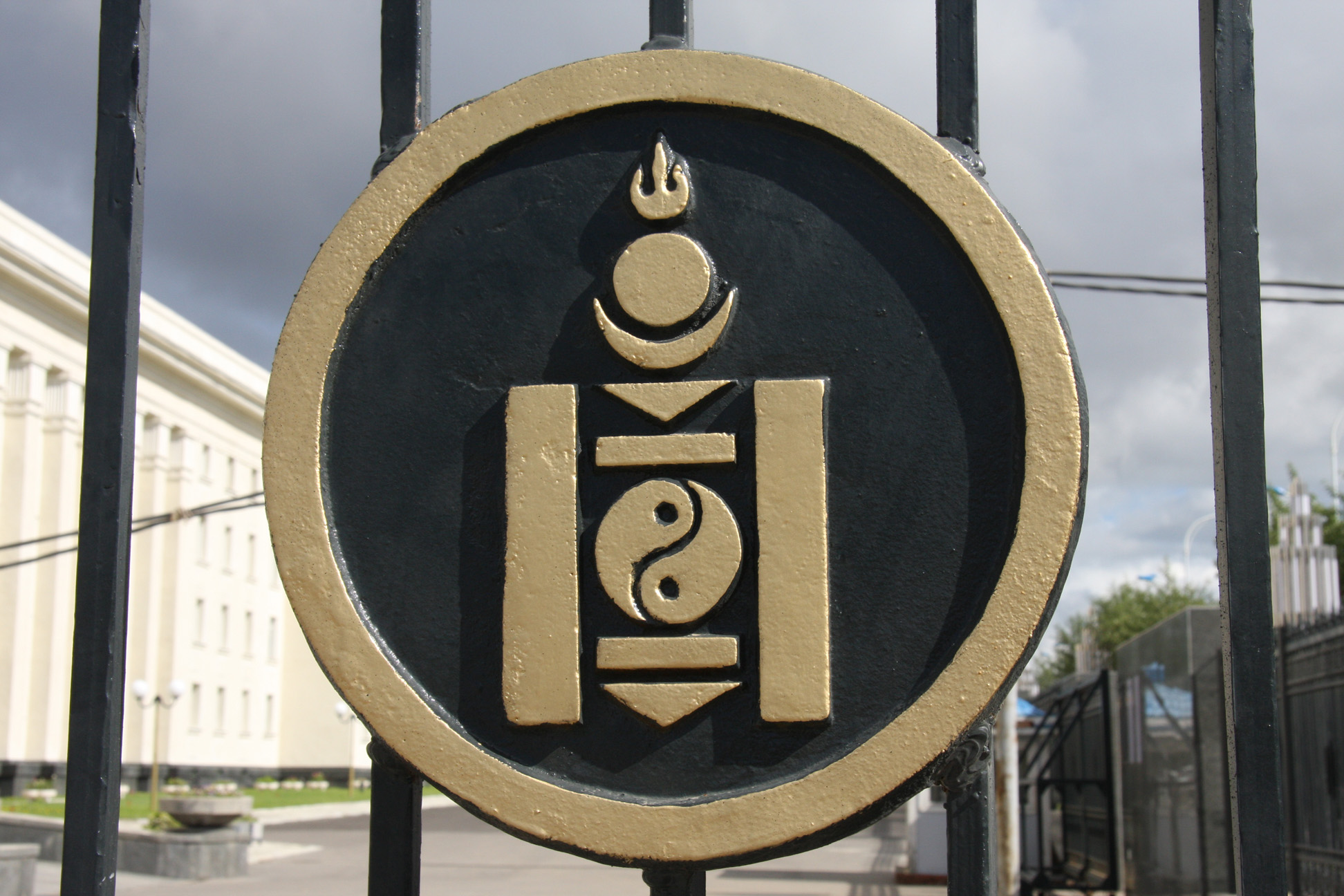
Soyombo symbol på porten till regeringspalatset i Ulan Bator

Soyombosymbolen (mongoliska: Соёмбо тэмдэг) är ett ideogram som ingår i soyombo-alfabetet. Den fungerar som en nationell symbol för Mongoliet. Symbolen finns på Mongoliets flagga, Mongoliets riksvapen och på många andra officiella dokument.

## Symbolism
Soyombo har tio element i ett arrangemang av kolumner med abstrakta och geometriska symboler och mönster. Dessa element är eld, sol, måne, två trianglar, två horisontella rektanglar, Taijitu (yin och yang) och två vertikala rektanglar. Elementen i symbolen ges följande betydelse (uppifrån):
- Eld är en allmän symbol för evig tillväxt, rikedom och framgång. Flammans tre tungor representerar det förflutna, nuet och framtiden.
- Sol (●) och måne symboliserar att den mongoliska nationen kommer att existera för evigt, likt den eviga blå himlen. Den mongoliska symbolen för solen, månen och elden är härledd från Xiongnu.
- De två trianglarna (▼) hänvisar till en pil eller ett spjut. De pekar nedåt för att tillkännage nederlaget för inre och yttre fiender.
- De två horisontella rektanglarna (▬) ger den runda formen stabilitet. Den rektangulära formen representerar ärligheten och rättvisan hos Mongoliets folk, oavsett om de står högst upp eller längst ner i samhället.
- Taijitu-symbolen (☯) illustrerar det ömsesidiga förhållandet mellan man och kvinna. Symbolen tolkas som två fiskar, vilka symboliserar vaksamhet, eftersom fisken aldrig stänger ögonen.
- De två vertikala rektanglarna (▮) kan tolkas som väggarna i ett fort. De representerar enhet och styrka, relaterade till ett mongoliskt ordspråk: "Vänskapen mellan två är starkare än stenmurar."[1]

## Användning
Soyombo-symbolen har dykt upp på Mongoliets nationella flagga sedan dess självständighet 1911 (utom mellan 1940 och 1945). Det fungerade som Mongoliets riksvapen från 1911 till 1940 och ingick i designen igen 1992. Mongoliska väpnade styrkor har symbolen som en märkning.
Symbolen kan ses över hela landet, men särskilt på en sluttning utanför Ulan Bator.
Några av dessa symboler finns i andra länder. I synnerhet Burjatiens flagga och vapen, Aginska Burjatien, ett autonomiskt okrug i Ryssland och Inre mongoliska folkpartiets flagga använder de tre första elementen (eld, sol, måne).